# 페테르 바르트람
페테르 바르트람(Peter Bartram, 1961년 5월 4일 ~ )은 옛 덴마크의 장군이자 국방부 참모이다. 그는 대 IS 군사 개입 당시 덴마크군을 이끌었다. 바르트람은 준장에서 장군으로 진급하는 시험을 통과한 후 2012년 3월 20일 덴마크 국방부 참모로 임명되었다. 그는 크누드 바텔스가 북대서양 조약 기구의 군사위원회장으로 발탁된 후에 들어온 뵈른 비세럽 중장의 뒤를 이은 것이었다. 덴마크 국방부 참모로 일하며 페테르 바르트람은 국방부의 군사 자문관이었다. 그는 국방부의 편성, 훈련, 작전을 담당했다.
2016년 10월 28일, 바르트람은 국방부를 떠나 "더 큰 덴마크 회사"를 위해 일하겠다고 밝혔다. 2017년 1월 11일 바르트람은 국방부 참모의 직위를 떠난 후 JP/폴리티켄스 후스와 일란드포스텐츠 기금의 부회장이 되었다.